# Ultime Menace
Pour plus de détails, voir Fiche technique et Distribution.
Ultime Menace (Second in Command) est un film britannique réalisé par Simon Fellows, sorti en 2006.

## Synopsis
Le commandant Sam Keanan (Jean-Claude Van Damme) est un officier rattaché à l'ambassade américaine d'un petit pays de l'Europe de l’Est. Lors d'une tentative de coup d'État, le président se réfugie dans l'ambassade mais l'ambassadeur américain est tué au cours de ces évènements. Sam Keanan prend donc le contrôle des opérations et entend bien rétablir l'ordre et la paix.

## Fiche technique
- Titre : Ultime menace
- Titre original : Second in Command
- Réalisation : Simon Fellows
- Scénario : Jonathan Bowers, David L. Corley et Jayson Rothwell
- Production : Jonathan Debin, Brad Krevoy, Donald Kushner, Pierre Spengler, Vlad Paunescu, David Bixler et Kathy Brayton
- Sociétés de production : Motion Picture Corporation of America, Castel Film Romania et Clubdeal
- Budget : 12 millions de dollars
- Musique : Mark Sayfritz
- Photographie : Douglas Milsome
- Montage : Connan McStay
- Décors : Dan Toader
- Costumes : Oana Paunescu
- Pays d'origine : États-Unis, Roumanie
- Format : Couleurs - 1,85:1 - Dolby Digital - 35 mm
- Genre : Action, thriller
- Durée : 91 minutes
- Dates de sortie : 2 mai 2006 (sortie vidéo États-Unis), 23 mai 2006 (sortie vidéo Belgique, France)

## Distribution
- Jean-Claude Van Damme (VF : Patrice Baudrier) : commandant Sam Keenan
- Julie Cox : Michelle Whitman
- William Tapley : Frank Gaines
- Alan McKenna : le capitaine John Baldwin
- Razaaq Adoti (en) (VF : Jean-Paul Pitolin) : le sergent Earl "Gunny" Darnell
- Warren Derosa : Mike Shustec
- Serban Celea : le président Yuri Amirev
- Colin Stinton : l'ambassadeur George Norland
- Emanuel Pârvu : le caporal Chevanton
- Razvan Oprea : PFC Devereaux
- Velibor Topic (VF : Marc Alfos) : Anton Tavarov
- Elizabeth Barondes : Jennifer Lennard
- Vlad Ivanov : RSO John Lydon
- Mihai Bisericanu : Marshall Geller
- Ian Virgo : le caporal Will Butler

## Autour du film
- Le tournage s'est déroulé du 7 juin au 27 juillet 2005 à Bucarest.